# قره‌آغاج شرقی
قره‌آغاج شرقی (به ترکی استانبولی: Şarkikaraağaç) شهری است در کشور ترکیه که در استان اسپارتا واقع شده‌است. جمعیت این شهر بر اساس سرشماری سال ۲۰۰۸ میلادی ۱۱٬۰۵۹ نفر و بر اساس برآوردهای سال ۲۰۰۹ میلادی ۱۲٬۵۸۰ نفر می‌باشد.